# П'ятківка (зупинний пункт)
П'яткі́вка — зупинний пункт (колишня залізнична станція) Шевченківської дирекції Одеської залізниці на вузькоколійній залізниці (ширина — 75 см) Гайворон — Рудниця між станціями Рудниця (38 км) та Бершадь (16 км).
Розташований у селі П'ятківка Бершадського району Вінницької області.
Зупиняються приміські поїзди (з 14.10.2021 р відновлено одну пару на добу щоденно) сполученням Рудниця — Гайворон.

## Туристичне значення
Сама по собі зупинка є уже пам'яткою історії, оскільки тут проходить найдовша в Європі діюча вузькоколійка.
Крім того, в селі виявлено трипільське поселення. Діє Музей трипільської культури.